# Antonio de Vergara Azcárate
Antonio de Vergara Azcárate y Dávila (Cádiz, 1612 - Santafe, 1690) fue un militar y político español del siglo XVII. Ocupó múltiples cargos en la administración del Nuevo Reino de Granada, destacándose como tesorero de la Real Casa de Moneda de Santafé, regidor perpetuo del Cabildo de Santafé, alguacil mayor de la Real Audiencia de Santafé y del Santo Oficio de la Inquisición en Cartagena de Indias, corte de la Audiencia y Cancillería del Nuevo Reino de Granada, y alcalde ordinario de Santafé en varias ocasiones. También fue caballero de la Orden de Santiago, maestre de campo y gobernador de Cartagena de Indias, Mérida y Maracaibo.
Vergara fue uno de los españoles de poder, posición y riqueza que comenzaron a establecerse en las colonias americanas del sur a principios del siglo XVII, era poseedor de dos encomiendas en el Nuevo Reino de Granada. Y es considerado como uno de los hombres más poderosos de la Nueva Granada en el siglo XVII.

## Biografía
Nació en 1612 en Cádiz, España, provenía de una familia con ejecutoria de hidalguía en Getafe, El apellido Vergara y Azcárate tiene su origen en la localidad de Vergara, en Guipúzcoa, País Vasco, España. Su linaje proviene de Martín de Vergara y Azcárate el Viejo, quien se trasladó de Guipúzcoa a Getafe, Castilla la Nueva, en el siglo XVI. En 1515 realizó pruebas de nobleza y reclamó herencias familiares en Vergara, que eran dueños del Palacio Azcárate Marutegi. Antonio era hijo de Francisco de Vergara Azcárate y Seseña, teniente general y capitán de artillería, y de su esposa Inés de los Ángeles de Ávila. En 1621, viajó al Nuevo Reino de Granada junto con su tío Alonso Turrillo de Yebra, quien obtuvo autorización real del rey para establecer la primera Casa de Moneda en Santafé.
Desde muy joven, Vergara desempeñó funciones administrativas como oficial de la administración española en el nuevo mundo. En 1631 fue designado contador de la Real Hacienda en la provincia de Antioquía y Zaragoza, poco después, ingresó al servicio de la Armada de Barlovento, participando en la recaudación de impuestos y misiones en el Caribe. En 1637, tras la muerte de su tío, fue nombrado tesorero interino y luego en posesión de la Casa de Moneda de Santafé y confirmado en el cargo por Real Cédula en 1647, ejerciendo esta función durante más de 50 años, también es nombrado gobernador y teniente capitán general de la provincia de Cartagena, cargo que ocupó hasta 1637.Adicionalmente sirvió como gobernador en las provincias de Mérida, La grita y Maracaibo en la Capitanía general de Venezuela.  Al mismo tiempo que fue tesorero de la Casa de la Moneda, también fue comisionado especial de justicia.
En 1646, contrajo matrimonio con Alfonsa de Mayorga y Olmos descendiente de conquistadores de la Nueva Granada como Juan de Olmos. En 1648, como gobernador, asumió temporalmente la defensa de Cartagena de Indias llegó a ser gobernador y teniente capitán general de la provincia de Cartagena, cargo que ocupó hasta 1637. El general de artillería Diego de Villalba, que gobernó en la América virreinal, lo nombró maestro de campo, o Maestre de Campo, para la defensa de la ciudad. Y participó en investigaciones judiciales en la provincia de Tunja. 
Su familia consiguió la ejecutoria de hidalguiía en 1618, estos documentos le ayudaron a en 1650, realizar las pruebas de nobleza para ser admitido como caballero en la Orden de Santiago,una de las órdenes militares más prestigiosas de la Monarquía Hispánica. Se verificó que su linaje, por los cuatro apellidos era de cristiano viejo, sin antecedentes de judíos, moros o conversos.
En 1650, mientras se desempeñaba como gobernador, recibió un decreto real que le otorgaba autoridad sobre la encomienda del pueblo de Serrezuela, que posteriormente amplió con las tierras de Tabio (1654) y Chitasuga y Churuaco (1657). Eran tierras habitadas por varios grupos indígenas como los Guancatas y Tenjos.En estas tierras fundó la hacienda Casablanca, que permaneció en su familia hasta 1866 y fue muy conocida por unos de sus descendientes, el escritor José María Vergara y Vergara quien se la vendió a José María 'Pepe' Sierra habiendo permanecido a la familia Vergara por más de 215 años. Casa estilo colonial que fue construida por Antonio y sigue en pie hasta el día de hoy en Madrid, Cundinamarca, Colombia. Hacienda conocida también por que allí durmió El Libertador Simón Bolívar cuando estuvo en Bogotá durante sus campañas para las Independencias de Hispanoamérica.
También asumió los importantes roles de alguacil jefe de la Inquisición y capitán y sargento mayor en Santafé. En particular, entre 1673 y 1674 fue alcalde de la ciudad de Santafé.
A lo largo de su carrera, pasó por varios juicios de residencia, comunes en esa época como se evidencia en varios documentos conocidos hoy, enfrentó acusaciones de corrupción relacionadas con el manejo de la Casa de Moneda, incluyendo el uso indebido de prerrogativas reales como los quintos y el señoreaje. Sin embargo, todas las investigaciones realizadas por la Real Audiencia y el Consejo de Indias fallaron a su favor, permitiéndole mantener su cargo hasta su fallecimiento en 1690 en Santafé de Bogotá.